# Seven Society
Pour les articles homonymes, voir Seven.

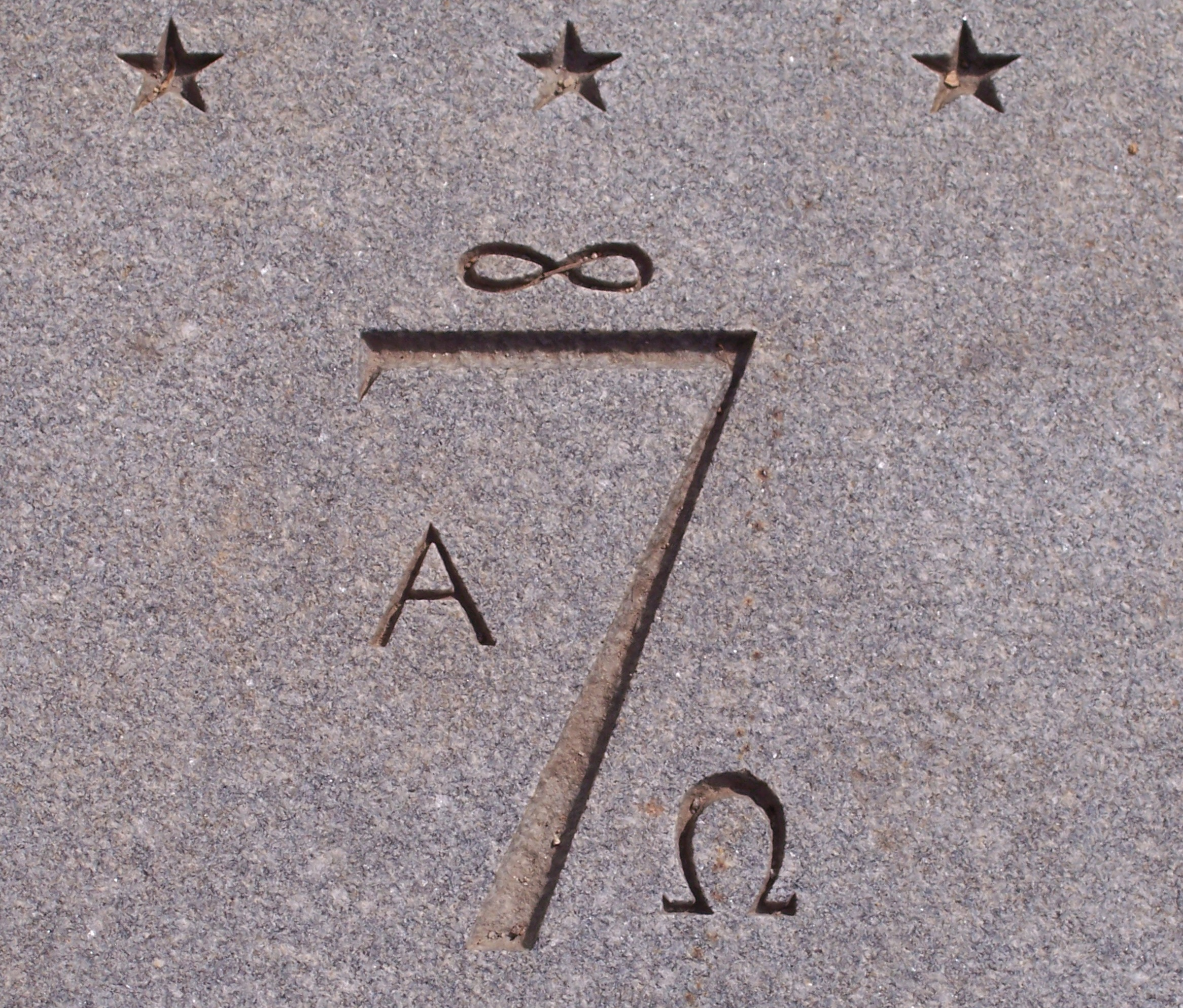
Une inscription de la Seven Society à l'extérieur d'Old Cabell Hall.

La Seven Society est une des sociétés secrètes de l'université de Virginie aux États-Unis, et donc du folklore de cette université.
Fondée en 1905, elle est notamment visible par son inscription — le numéro 7 entouré par les signes alpha (A), oméga (Ω) et infini (∞), et parfois plusieurs étoiles — sur de nombreux bâtiments autour les terrains de l'université.
Les membres de la société ne sont révélés publiquement qu'après leur mort. La société a compté parmi ses membres James Rogers McConnell (en), Edward R. Stettinius, Jr ou encore Frank Wisner.
Pour contacter la société la seule méthode connue est de placer une lettre à la statue de Thomas Jefferson à l'intérieur de la rotonde de l'université (en).